# Demografiska databasen

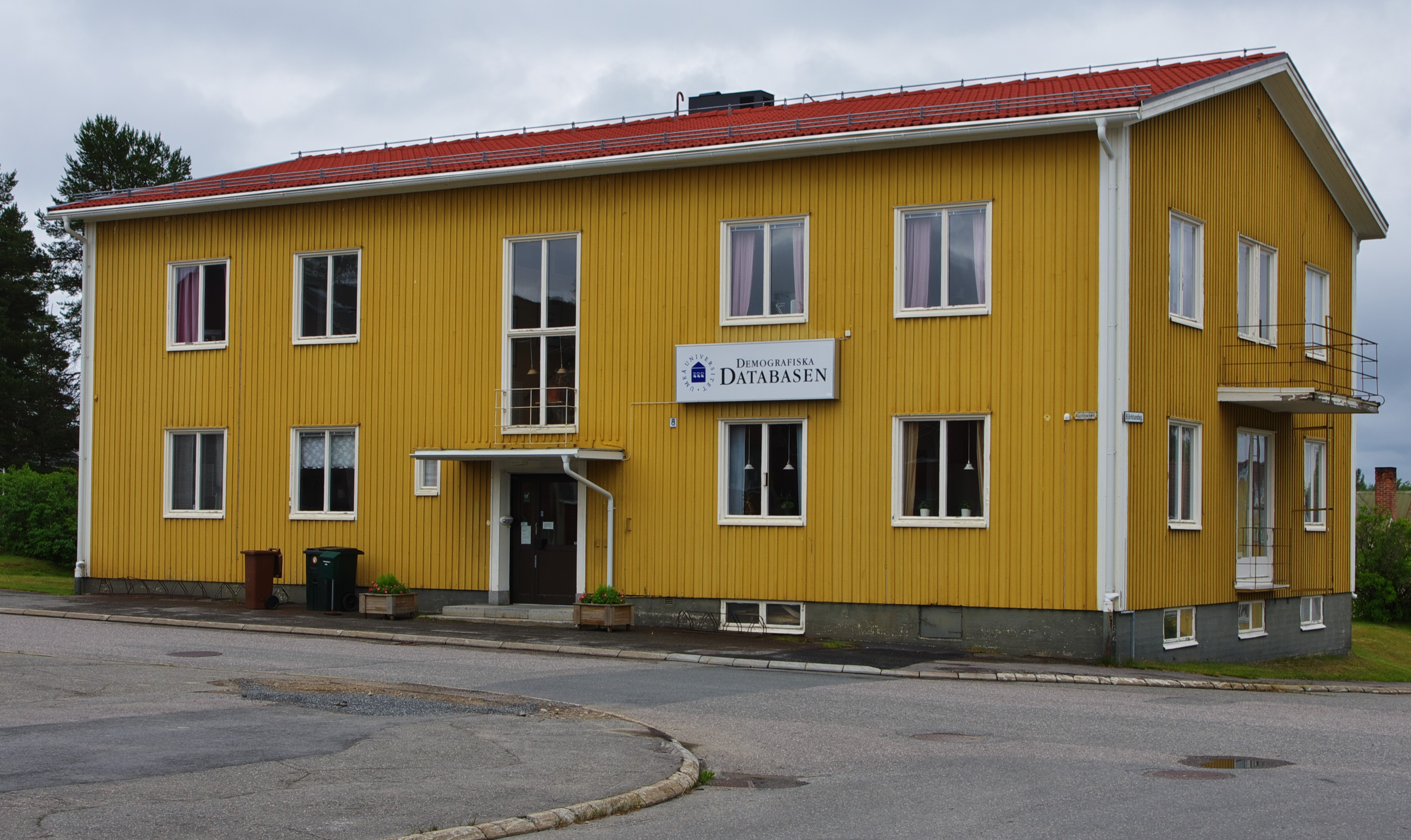
Demografiska databasen i Jörn

Demografiska databasen (DDB) är en särskild enhet vid Umeå universitet. Enheten producerar och tillgängliggör befolkningsdatabaser med historisk information. Verksamheten är inriktad på två huvudområden, dataproduktion och forskning. Dataproduktion omfattar insamling, registrering och systemuppläggning av historiskt demografiskt forskningsmaterial i större relationsdatabaser. Forskning inkluderar även metodutveckling, forskarservice, seminarier, gästforskarverksamhet, konferenser m.m.  

## Kort historik
En förhistoria till arkivet var forskningsprojektet ”Läskunnighet och folkundervisning i Västernorrland 1750–1860 enligt kyrkans förhörslängder och parallella källor” som drevs av Egil Johansson, professor i pedagogik och folkundervisningens historia vid Umeå universitet, som tidigt insåg hur en digitalisering av kyrkböcker kunde användas i forskning om läskunnighet.
Verksamheten startade 1973 med Riksarkivet som huvudman och inrättades 1978 som en särskild enhet vid Umeå universitet. Målet var att digitalisera innehållet i äldre kyrkböcker för att göra dessa tillgängliga för forskning. För Riksarkivet var det angeläget att skydda det oersättliga arkivmaterialet från fortsatt slitage. Verksamheten har efter hand utvecklats och finns idag på fyra platser: Umeå, Haparanda, Jörn och Karesuando. Forsknings- och utvecklingsenheten återfinns i Umeå medan övriga orter utgör produktionsenheter. Totalt har enheten idag drygt sjuttio anställda.

## Databaserna
- Poplink innehåller individdata från 1700-talet fram till ca 1950.
- Linnedatabasen är en ren forskningsdatabas, med anonymiserade uppgifter om människors hälsa, hämtade bland annat ut Statistiska Centralbyråns och Socialstyrelsens register, Västerbottens hälsoundersökning (VHU) och Betula-projektet.[2]
- Kyrkoboksdatabasen (POPUM) innehåller sammanlänkat individdata från olika kyrkoregister.
- Tabellverksdatabasen (TABVERK) innehåller befolkningsstatistik från 1749–1859.
- Folkmängdsdatabasen täcker befolkningsutvecklingen i Sverige 1810–1990.
- Dorum är ett register över innehållet i dessa och andra databaser vid Umeå universitet.

## Forskning
Sedan 2015 ingår Demografiska databasen – liksom det tidigare Centrum för befolkningsstudier (CBS), forskningsprogrammet Åldrande och livsvillkor (ALC) och Forskarskolan i befolkningsdynamik och offentlig politik – i Enheten för demografi och åldrandeforskning (Cedar), som är en tvärvetenskaplig centrumbildning av svenska och internationella forskare och forskargrupper inom bland annat historia, kulturgeografi, medicin och statistik. Dessa har befolkningsforskningen gemensamt och att flera letar svar på sina frågor i den demografiska databasen.

## Släktforskningsresurs
Folkmängdsdatabasen och Kyrkoboksdatabasen – baserad på svenska kyrkböcker från 1700- och 1800-talen – utgör värdefulla redskap i olika typer av forskning, inte minst vid släktforskning. I dessa finns individuppgifter från kyrkoböcker i Norrlands inland, Skellefteå, Sundsvall och Linköping från cirka 1600–1900 och motsvarande fyra–fem procent av Sveriges befolkning. I databasen finns också demografiska data från svenska Sapmi (samernas land) från 1750–1900.
Verktyget Indiko, som är tillgängligt via Internet, kan användas för att söka i Demografiska databasens befolkningsdatabas Popum. Med detta verktyg kan information kring individer ur valda kohorter hämtas. Syftet med Indiko är att ge möjlighet att på ett enkelt sätt söka information kring individer i ett svenskt historiskt källmaterial från främst 1800-talet, följa dessa individer och deras familjer över tid och generationer, samt ge en introduktion till Demografiska databasens material. Det är också möjligt att söka direkt i de olika källorna och återskapa sidor ur dessa.